# Marty Friedman
Marty Friedman, född 8 december 1962 i Washington DC, är en amerikansk musiker, mest känd för sin tid som gitarrist i thrash metal-bandet Megadeth. 

## Biografi
Friedman bildade 1982 bandet Hawaii och 1986 Cacophony, tillsammans med Jason Becker. Hans stora genombrott kom dock då han 1990 blev erbjuden en plats som sologitarrist hos Megadeth. Han spelade in fem studioalbum med Megadeth innan han lämnade gruppen 2000, och är berömd för solon i låtar som "Five Magics" och "Tornado of Souls". Han har även släppt ett antal soloalbum och under en kortare period efter uppbrottet med Megadeth gick han under pseudonymen Dr A. 
Friedman är oerhört populär i Japan, där han bor sedan 2003, bland annat för hans stora intresse för japansk kultur och det japanska språket.
År 2010 deltog Marty Friedman i singeln Ido e Itaru Mori e Itaru Ido av det japanska symfoniska metalbandet Sound Horizon.

## Diskografi

### Hawaii
- 1983 – One Nation Underground
- 1985 – The Natives Are Restless

### Cacophony
- 1987 – Speed Metal Symphony
- 1988 – Go Off!

### Megadeth
- 1990 – Rust in Peace
- 1992 – Countdown to Extinction
- 1994 – Youthanasia
- 1997 – Cryptic Writings
- 1999 – Risk

### Solo
- 1988 – Dragon's Kiss
- 1992 – Scenes med låten Angel
- 1995 – Introduction
- 1996 – True Obsessions
- 2002 – Music for Speeding
- 2006 – Loudspeaker
- 2008 – Future Addict
- 2009 – Tokyo Jukebox
- 2010 – Bad D.N.A.
- 2011 – Tokyo Jukebox 2